# シモンズ (歌手)
シモンズは、田中ユミ、玉井タエの女性フォークデュオである。

## 経歴
ともに大阪府出身で、いわゆる関西フォーク系に属する。
シモンズの名前は、2人がファンであった「サイモン&ガーファンクル」のサイモン（Simon）をローマ字読みしたもの。
2人は高校時代からベッツィ&クリスのカバーなどを歌ってライブ活動をしていた。毎日放送ラジオの『ヤングタウン』のオーディションで合格。高校卒業後に上京しRCAレコードから「恋人もいないのに」でデビュー。デビュー曲は北山修と加藤和彦による「あの素晴しい愛をもう一度」になる予定であったが、この曲は北山と加藤が唄うことに決まったため、急遽西岡たかしによる「恋人もいないのに」になった。この曲は60万枚を超える大ヒットとなり、1971年の第13回日本レコード大賞では新人賞を受賞した。しかし人気絶頂の1974年、玉井タエの後藤次利との結婚を期に休止した。
1978年にテレビドラマ主題歌を歌うことにより一時的に活動を再開するも、翌年の玉井タエの離婚により本格的に解散した。
100曲を超えるCM曲をうたっている。なかでも明治製菓（現・明治）のチェルシーのCMソング（作詞：安井かずみ、作曲：小林亜星）は有名である。
1996年、田中ユミは元ジャネッツの青木まり子（現五つの赤い風船）と新シモンズを結成した。1999年に解散するが、2006年などに度々再結成を行っており、2006年の8月に公式ホームページが開設された。
2009年7月25日、大阪府の守口文化センター（エナジーホール）にて、玉井タエを迎えて田中ユミのコンサートが開催された。シモンズ結成40周年記念として、解散以来初のデュエットが蘇ることとなった。
2014年10月2日、田中ユミがテレビ東京『名曲ベストヒット歌謡』にゲスト出演した。

## メンバー
田中 ユミ（たなか ユミ、1953年1月21日（72歳） - ）本名、田中 由美子（たなか ゆみこ）。
- 伸びのある声で高音パートを担当していた。中学校時代にトニー谷の「スターと飛び出せ歌合戦」で優勝している。解散後に、元マネージャーの北川啓二と結婚。北川ユミの名でラジオのDJやソロシンガーとして活動。その後も、"シモンズYumi"と"田中ゆみ"の名義を使い分けながら、歌手活動やラジオ番組へのゲスト出演を続けてきた。
- 2009年11月28日、地元（大阪府池田市）で開催されるコンサートを最後に、シモンズを"卒業"。同年12月には、"田中ゆみ"として『土曜ワイド劇場 温泉㊙大作戦8』（同月5日にテレビ朝日系列で放送）で女優デビューを果たすほか、『趣味悠々　はじめての三線』（NHK教育テレビ）に生徒役で出演することが決まっている（田中がゲストで出演した2009年11月14日放送のABCラジオ『Club JONR』より）。

玉井 タエ（たまい タエ、1952年11月26日（72歳） - ）本名、玉井 妙子（たまい たえこ）。
- ハスキーボイスで低音パートを担当していた。現在は英語教師をしており、音楽活動はしていない。

## ディスコグラフィ

### シングル
| #       | 発売日          | A/B面 | タイトル                 | 作詞       | 作曲       | 編曲       | 規格品番  | オリコン 最高位 |
| RCA     | RCA             | RCA   | RCA                      | RCA        | RCA        | RCA        | RCA       | RCA             |
| ------- | --------------- | ----- | ------------------------ | ---------- | ---------- | ---------- | --------- | --------------- |
| 1       | 1971年 8月5日   | A面   | 恋人もいないのに         | 落合武司   | 西岡たかし | 葵まさひこ | JRT-504   | 21位            |
| 1       | 1971年 8月5日   | B面   | おとずれる愛に           | 瀬尾一三   | 瀬尾一三   | ボブ佐久間 | JRT-504   | 21位            |
| 2       | 1971年 12月5日  | A面   | ふり向かないで           | 谷村新司   | 谷村新司   | 葵まさひこ | JRT-507   | 37位            |
| 2       | 1971年 12月5日  | B面   | つぼみ                   | 田中由美子 | 田中由美子 | ボブ佐久間 | JRT-507   | 37位            |
| 3       | 1972年 2月25日  | A面   | おくれて来た少女         | 北山修     | 杉田二郎   | 葵まさひこ | JRT-509   | 72位            |
| 3       | 1972年 2月25日  | B面   | ホワイ                   | 玉井妙子   | 玉井妙子   | ボブ佐久間 | JRT-509   | 72位            |
| 4       | 1972年 5月25日  | A面   | ひとつぶの涙             | 瀬尾一三   | 瀬尾一三   | 葵まさひこ | JRT-511   | 62位            |
| 4       | 1972年 5月25日  | B面   | 野バラ                   | 田中由美子 | 田中由美子 | 葵まさひこ | JRT-511   | 62位            |
| 5       | 1972年 9月15日  | A面   | 思い出の指輪             | ミカ       | 加藤和彦   | 葵まさひこ | JRT-514   | -               |
| 5       | 1972年 9月15日  | B面   | この広い空のどこかに     | 落合武司   | 玉井妙子   | 葵まさひこ | JRT-514   | -               |
| 6       | 1972年 12月20日 | A面   | ふるさとを見せてあげたい | 落合武司   | 玉井妙子   | ボブ佐久間 | JRT-517   | -               |
| 6       | 1972年 12月20日 | B面   | 恋は風船                 | 田中由美子 | 田中由美子 | ボブ佐久間 | JRT-517   | -               |
| 7       | 1973年 3月25日  | A面   | 若草の雨                 | 田中由美子 | 杉田二郎   | 葵まさひこ | JRT-520   | -               |
| 7       | 1973年 3月25日  | B面   | あした天気になあれ       | 植木満子   | 冬木透     | 馬飼野康二 | JRT-520   | -               |
| 8       | 1973年 6月25日  | A面   | 恋の悩みは不思議なもの   | 谷村新司   | 谷村新司   | 瀬尾一三   | JRT-523   | -               |
| 8       | 1973年 6月25日  | B面   | 潮風にさそわれるままに   | 玉井妙子   | 玉井妙子   | 馬飼野康二 | JRT-523   | -               |
| 9       | 1973年 9月25日  | A面   | ここから独りで           | 千家和也   | 森田公一   | 青木望     | JRT-526   | -               |
| 9       | 1973年 9月25日  | B面   | ふたりだけの結婚式       | 安井かずみ | 馬飼野康二 | 馬飼野康二 | JRT-526   | -               |
| 10      | 1973年 12月20日 | A面   | 幸せ色した貝がら         | 安井かずみ | 小林亜星   | 馬飼野康二 | JRT-527   | -               |
| 10      | 1973年 12月20日 | B面   | かげろう日記             | 有馬三恵子 | 馬飼野康二 | 馬飼野康二 | JRT-527   | -               |
| 11      | 1974年 8月15日  | A面   | 取消して下さい           | 玉井妙子   | 玉井妙子   | 瀬尾一三   | JRT-528   | -               |
| 11      | 1974年 8月15日  | B面   | 赤い花と白い花           | 玉井妙子   | 玉井妙子   | 馬飼野康二 | JRT-528   | -               |
| 東芝EMI |                 |       |                          |            |            |            |           |                 |
| 12      | 1978年 6月20日  | A面   | 水の影                   | 松任谷由実 | 松任谷由実 | 後藤次利   | ETP-10431 | -               |
| 12      | 1978年 6月20日  | B面   | クラウディ,クラウディ    | 竜真知子   | 後藤次利   | 後藤次利   | ETP-10431 | -               |

### アルバム

#### ベスト・アルバム
- GOLDEN☆BEST シモンズ（2004年12月22日／Ariola Japan、BVCK-38091）
- GOLDEN☆BEST シモンズ オールソングス・コレクション（2013年7月31日／GT Music、MHCL-30148〜9）
  - オリジナル・アルバム4枚の全曲を収録した2枚組ベスト・アルバム。

#### コンピレーション・アルバム
LP
- DISCOVER JAPAN 遠くへ行きたい／若い旅人の詩
  - いぬいゆみ、ジャッケルズ（ばんばひろふみ・石岡達雄・山本博史）との3者共作アルバム。シモンズは「小さな日記」（オリジナル：フォー・セインツ）、「山のロザリア」（オリジナル：スリー・グレイセス）、「琵琶湖周航の歌」の3曲を歌唱し収録されている。（RCAレコード、規格品番：JRS-7145[3]、1971年8月リリース)

CD
| 発売日          | 収録アルバム名                                                                             |
| 発売日          | TrackNo.曲名                                                                               |
| --------------- | ------------------------------------------------------------------------------------------ |
| 1993年 8月25日  | 懐かしのCMソング大全3 (ISBN/JAN:4988006106390)                                             |
| 1993年 8月25日  | 32．明治チェルシーの歌(明治製菓) ※1番、2番の歌詞、ステレオ                                 |
| 1999年 1月21日  | 早すぎた奇才 山下毅雄の全貌 MISSION 2 「ドラマ編」 (ISBN/JAN:4988007149785)                |
| 1999年 1月21日  | 39．テーマ(にんじんの詩)                                                                   |
| 2005年 5月25日  | 明治チェルシーの唄 (ISBN/JAN:4988004096365)                                                |
| 2005年 5月25日  | 01. シモンズ (1971年) ※ 2番の歌詞、モノラル                                                |
| 2007年 4月18日  | 70’S フォークの殿堂「ケン&メリー、我が良き友よ、遠い世界に」 (ISBN/JAN:4571157544991)      |
| 2007年 4月18日  | 05．恋人もいないのに (※新シモンズ)                                                         |
| 2007年 4月18日  | 06．愛する喜びを愛する人に (※新シモンズ)                                                   |
| 2009年 9月16日  | 伊藤アキラ CMソング傑作選 (ISBN/JAN:4526180023326)                                         |
| 2009年 9月16日  | 11．ユーハイム「ユーハイムの歌」                                                           |
| 2010年 11月17日 | ベスト・オブ・TVエイジ・CMソングス お茶の間スタンダード・ソングス (ISBN/JAN:4526180037415) |
| 2010年 11月17日 | 05．明治「チェルシーの唄」 ※ 2番の歌詞、モノラル                                           |
| 2011年 6月8日   | はやし・こば CM WORKS (ISBN/JAN:4526180043911)                                             |
| 2011年 6月8日   | 11．ライオン歯磨 エチケットライオン                                                        |
| 2011年 6月8日   | 26．キッコーマン醤油 デルモンテ トマトケチャップ                                           |
| 2016年 4月27日  | NHKみんなのうた 55 アニバーサリー・ベスト～チョコと私 (ISBN/JAN:4582290415536)             |
| 2016年 4月27日  | 4．熊野路ひとり/シモンズ [1973. 2-3] 初CD化                                                |

### タイアップ曲
| 年     | 楽曲               | タイアップ                                    |
| ------ | ------------------ | --------------------------------------------- |
| 1972年 | あした天気になあれ | NHKのテレビドラマ「あした天気になあれ」主題歌 |
| 1978年 | 水の影             | MBS系テレビドラマ「幸福の断章」主題歌         |

## CM曲
- 明治製菓株式会社 「明治チェルシーの唄」 １(音源のみ、1～2番の歌詞)，２(CM映像集)，３(音源のみ、フルコーラス)，
- フェミニン株式会社 「コンフィデンス」 １(音源のみ)，２(映像，全体)，３(映像，後半部分のみ)
- 株式会社ユーハイム 「ユーハイムの歌」 １(音源のみ)
- 株式会社岡山高島屋 岡山高島屋の歌「初めまして」 １(音源のみ，インスト付)，２(音源のみ)
- 株式会社服部時計店 「セイコー・ジョイフルの唄」 １(音源のみ)，２(音源のみ)，
- 養命酒製造株式会社 コマーシャルソング 「みどりの駒ヶ根」１(音源のみ)
- しがぎん(滋賀銀行) 創立40周年記念 イメージソング 「わたしのびわ湖」 １(音源のみ)
- コーセー化粧品 「秋のほほえみ”シェリ・ビアン”」 １(音源のみ，インスト付)，２(音源のみ)
- キッコーマン醤油 「デルモンテ トマトケチャップ」 １(音源のみ，インスト付)